# بعثة الأمم المتحدة في جنوب السودان
بعثة الأمم المتحدة في جنوب السودان (UNMISS) هي قوات حفظ السلام تابعة للأمم المتحدة في جنوب السودان المستقل حديثًا في 9 يوليو 2011. تأسست البعثة في 8 يوليو 2011 بموجب قرار مجلس الأمن التابع للأمم المتحدة 1996 لعام 2011. يترأس البعثة في جنوب السودان منذ ديسمبر 2016 الممثل الخاص للأمين العام ديفيد شيرر خلفا لألين مارغريت لوي. اعتبارًا من مايو 2019، تألفت الفرقة من 15000 عسكري و1800 شرطي و2800 عامل مدني. يقع مقرها الرئيسي في عاصمة جنوب السودان جوبا.